# 강원특별자치도고성교육지원청
강원특별자치도고성교육지원청(江原特別自治道高城敎育支援廳, Goseong Office of Education)은 대한민국 강원특별자치도 고성군을 관할하는 강원특별자치도교육청 산하의 교육지원청이다.
교육장은 장학관으로 보한다.

## 산하기관

### 초등학교
| - 간성초등학교 - 거성초등학교 - 거진초등학교 - 송정분교 - 공현진초등학교 | - 광산초등학교 - 흘리분교 - 대진초등학교 - 명파분교 - 도학초등학교 | - 동광초등학교 - 명파초등학교 - 아야진초등학교 - 오호초등학교 | - 인흥초등학교 - 죽왕초등학교 - 천진초등학교 |

### 중학교
| - 고성중학교 - 동광중학교 | - 거진중학교 - 대진중학교 |

## 같이 보기
- 대한민국 교육부